# 常宇
常宇（1974年12月—），北京市人。男，汉族。中华人民共和国政治人物。2002年11月参加工作，2001年6月加入中国共产党。清华大学民商法学专业研究生毕业，拥有法学博士学历。

## 生平
曾任平谷区发改委副主任，北京市对口支援和经济合作工作领导小组新疆和田指挥部专职副指挥等职。2011年11月，任共青团北京市委副书记。2012年8月，任共青团北京市委书记。2016年3月，任中共北京市委宣传部副部长。现任中共北京第二外国语学院党委书记。